# Линский, Михаил Семёнович
Михаи́л Семёнович Ли́нский (фр. Michel Linsky, настоящие имя и фамилия Моисей Симонович Шлезингер (фр. Schlesinger); псевдонимы Де-Линь, Де Линь, принц де Линь, Л-ский; монограммы М., М. Л.; 16 июля 1878, Николаев (по др. свед., Одесса), Российская империя — 24 октября 1941, Нант, Франция) — русский и французский художник-график, карикатурист, литератор, журналист, критик, издатель, сценарист и драматург.

## Биография и творчество

### Дореволюционный период
Родился в 1878 году в Николаеве. В 1890—1891 годах обучался в Одесской рисовальной школе, имя учащегося фигурировало в протоколах школьного худсовета в числе «не посещавших классы и не представивших работ». Учёбу не завершил.
В 1901 году выполнил иллюстрации к рассказам А. П. Чехова, вступил в переписку с писателем. В 1905 году под псевдонимом де Линь публиковал карикатуры в одесском сатирическом журнале «Звон», возникшем после первой русской революции и закрытом после выхода второго номера «ввиду вредного для общественного спокойствия направления», поводом для закрытия послужили «карикатуры, направленные против высших лиц в государстве».
В 1906 году под псевдонимом М. Линский издал альбом «Шаржи. Вып. 1. Городские и общественные деятели», объединивший 48 карикатур (в числе их объектов были А. Анатра, К. Березовский, З. Ашкенази, Г. Маразли и др.). В этом же году дебютировал как художественный критик.

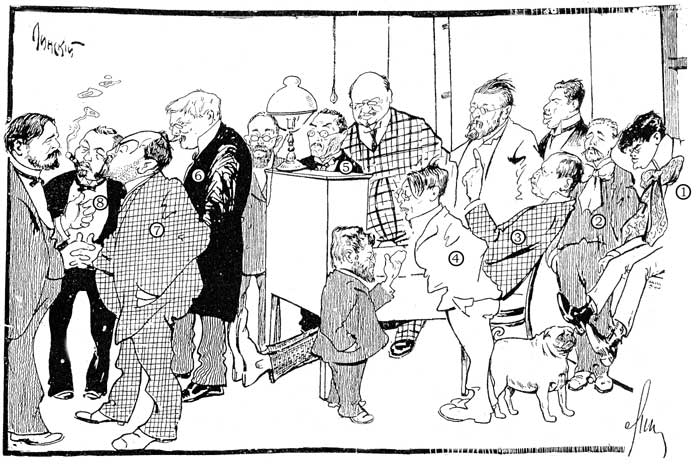
Редакция газеты «Одесские новости». 1900-е годы

Ты прежде принцем был де Линь, 

Потом ты просто стал де Линь, 

Ну, что ж, линяй, брат, дальше…
Выступал с карикатурами на злобу дня и шаржами на знаменитых горожан на страницах периодических изданий «Одесские новости» (1906—1915), «Крокодил» (1911—1912), «Бомба» (1917—1919), «Театр и кино», «Южная неделя», «Одесский листок» и др. (серии зарисовок «Провинциальные силуэты», «Вся Одесса», «Муниципальная Одесса», «Финансовая Одесса», «В литературно-артистическом обществе», «Наши знакомцы» и др.). В 1905—1907 годах на «противоправительственные карикатуры» Линского налагались запреты одесских городских властей.

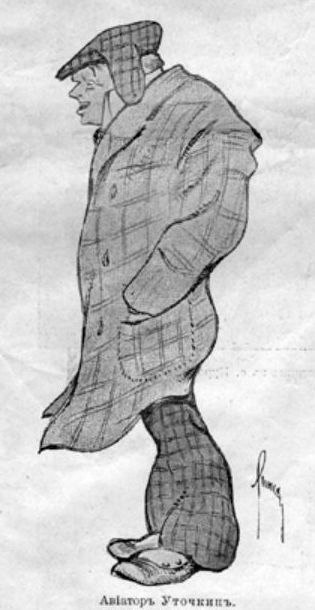
С. Уточкин. 1910-е годы

В 1907 году участвовал в 18-й выставке Товарищества южнорусских художников, в декабре 1909 — январе 1910 года — в Первом «Салоне» скульптора В. А. Издебского, где представил серию шаржей-кукол под названием «Кривое зеркало». Работы Линского были раскуплены в первые дни.

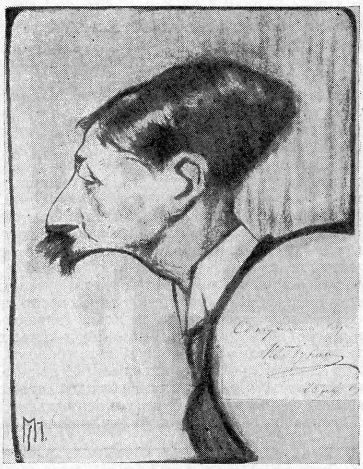
И. Бунин. 1910-е годы

В 1909 году выступил как издатель и редактор ежедневной художественно-сатирической и театральной газеты «Антракт», выпускавшейся на восьми страницах тиражом 1000 экземпляров и ставшей «первым органом одесской театральной сатиры». В 1913—1914 годах был антрепренёром театра «Миниатюр», представлявшего скетчи и сценки А. Аверченко, Ф. Сологуба, С. Юшкевича, Шолом-Алейхема и других авторов. В числе резонансных постановок — серия миниатюр «Народные песни», первая в Одессе демонстрация новейшей парижской моды («Revue de la Mode»). В театре работали Л. Утёсов и Я. Южный.
В октябре 1915 года уехал из Одессы, жил в Петрограде и Москве. Сотрудничал с газетой «Биржевые ведомости», журналом «Новый Сатирикон», выступал в различных журналах, писал сценки для театров миниатюр, обратился к кинодеятельности. Выступил как автор сценария и художник-постановщик кинофильма «Чёрный Том» по мотивам романсов Изы Кремер, снятого «Акционерным обществом А. О. Дранкова и Ко» с Кремер в главной роли.
С мая 1917 до весны 1918 года издавал антибольшевистский иллюстрированный сатирический журнал «Барабан», выходивший в Петрограде и охарактеризованный М. Ефимовым как «филиальное отделение „Нового Сатирикона“»:

Руководящие принципы, положенные в основу издания: 1) Всё для войны и революции. 2) Утилизация отбросов.

Редактирует М. Линский. Пишет М. Линский. Рисует талантливый М. Линский.

### Послереволюционные годы

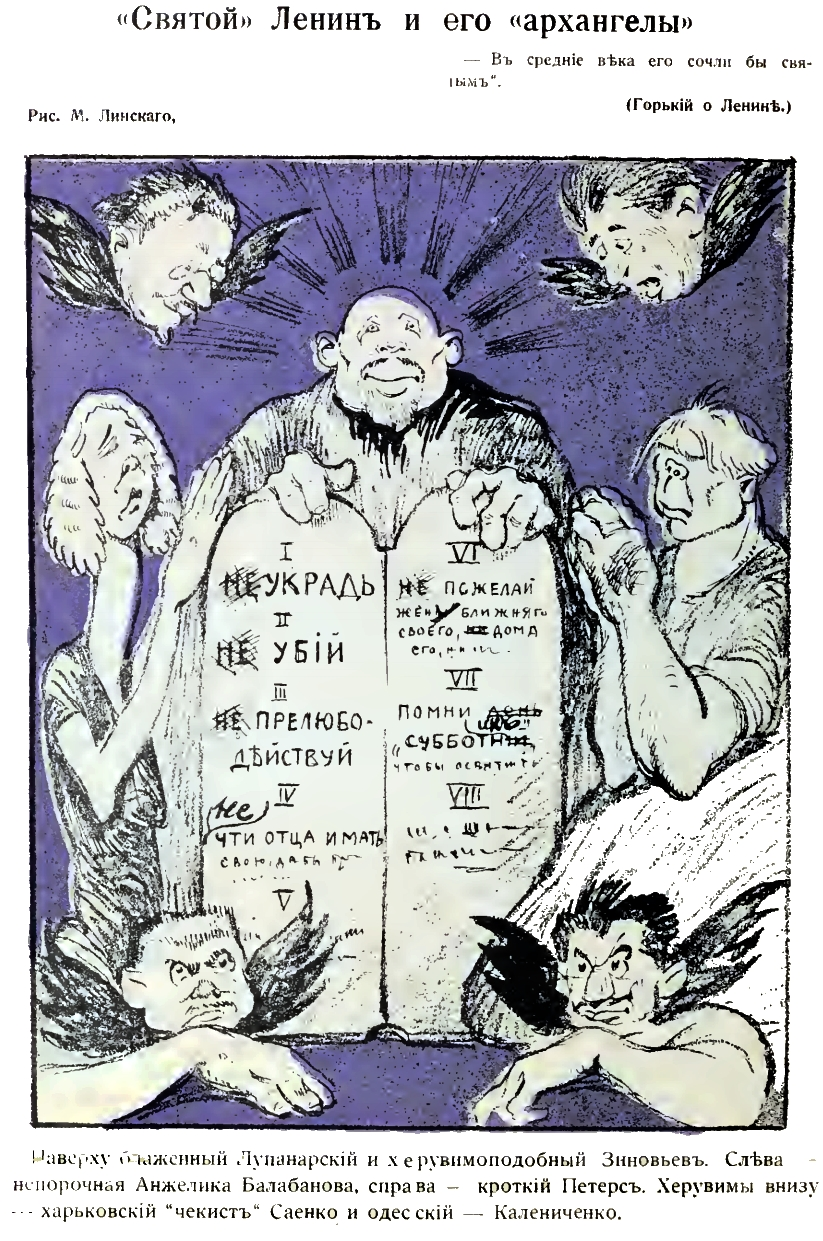
«Святой» Ленин и его «архангелы». 1920-е годы

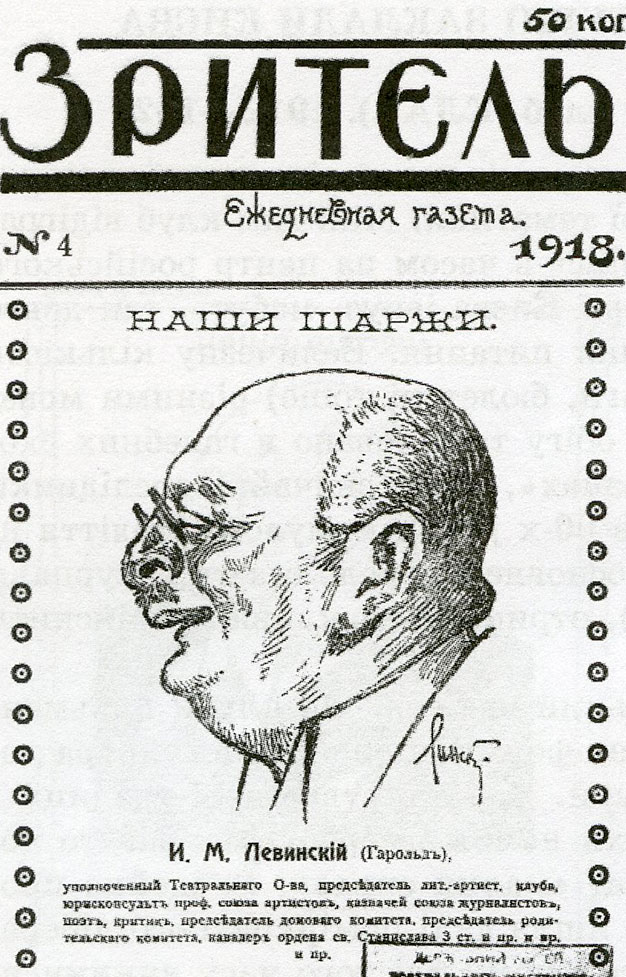
1-я страница газеты «Зритель» с карикатурой М. Линского. 1918. № 4

После прихода к власти большевиков, в августе 1918 года Линский уехал на юг, с сентября выпускал в Киеве «посвящённую театру и общественной жизни» еженедельную иллюстрированную газету «Зритель», затем вернулся в Одессу, сотрудничал с местными периодическими изданиями.
В конце 1919 года эмигрировал, жил в Константинополе, затем в Париже, где основал журнал политической сатиры «Бич», выходивший с августа по октябрь 1920 года. Публиковал карикатуры в эмигрантских газетах «Еврейская трибуна», «Последние новости» (работал там также в качестве секретаря), журнале «Иллюстрированная Россия», сотрудничал с литературно-политическим еженедельником «Звено», французскими периодическими изданиями, делал афиши для театров. Карикатуры представляли сюжеты из жизни эмиграции и советской России, портреты советских и эмигрантских политических деятелей.
Был членом Русского литературного артистического кружка.
Занимался кинодеятельностью, получал государственные заказы на производство видовых и учебных фильмов во Франции и Германии, выступал как сценарист ряда фильмов, в числе которых «Белый дьявол» (по повести Льва Толстого «Хаджи Мурат» с участием Ивана Мозжухина), «Тройка» (с участием Ольги и Михаила Чеховых) и др.

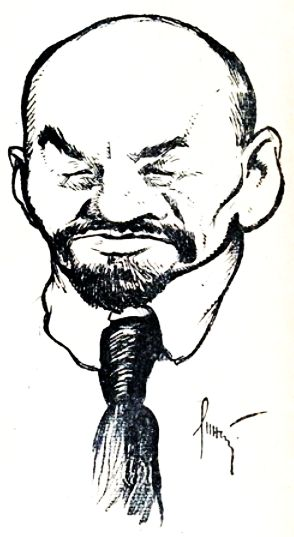
В. И. Ленин
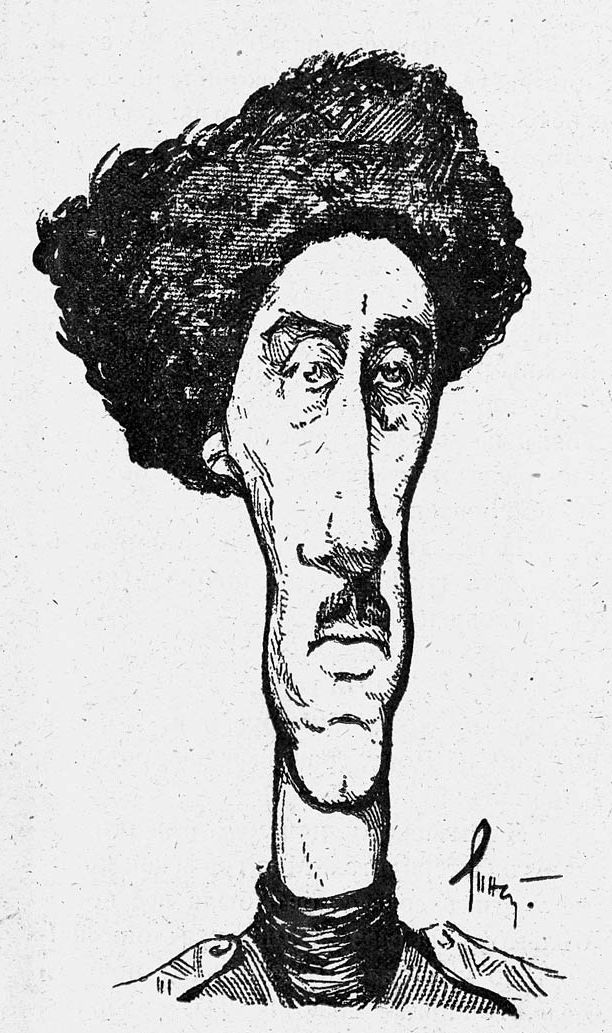
П. Н. Врангель
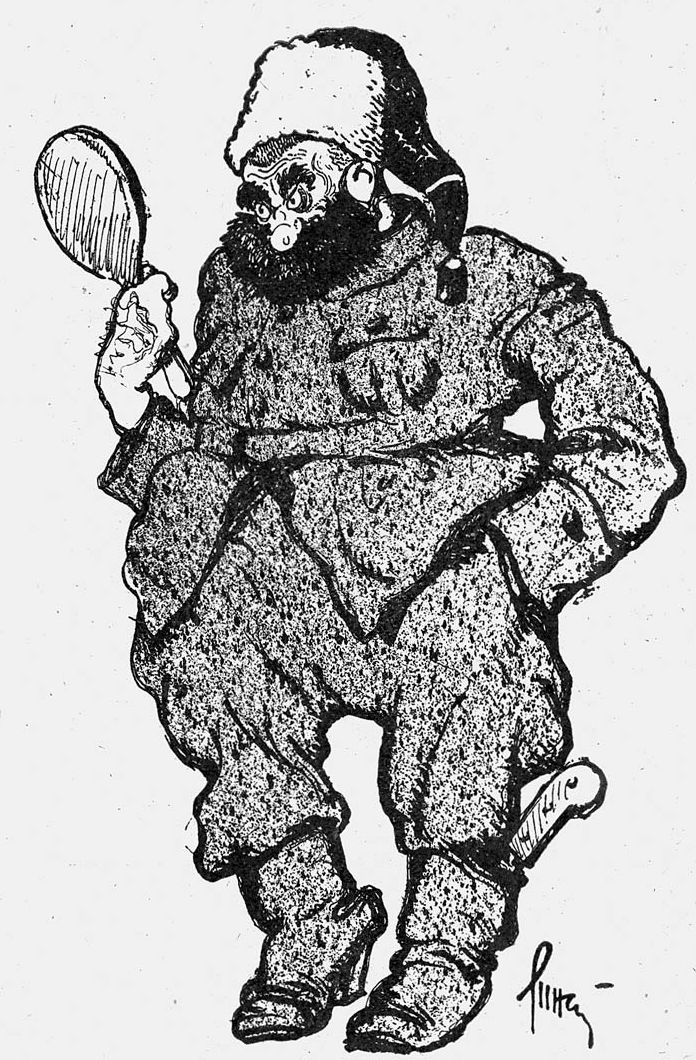
Н. Махно
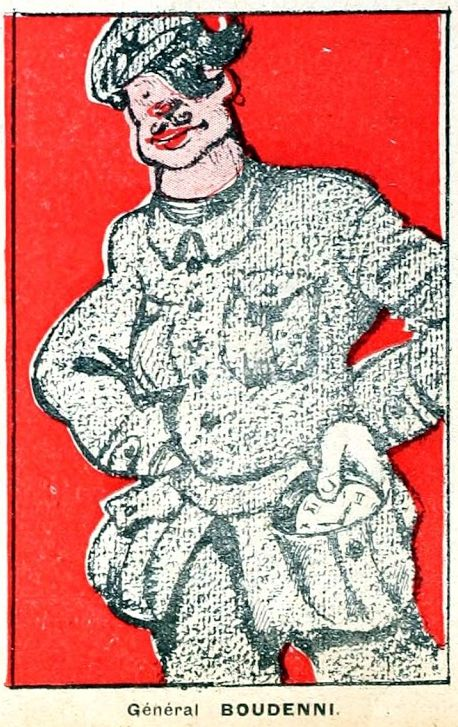
С. М. Будённый
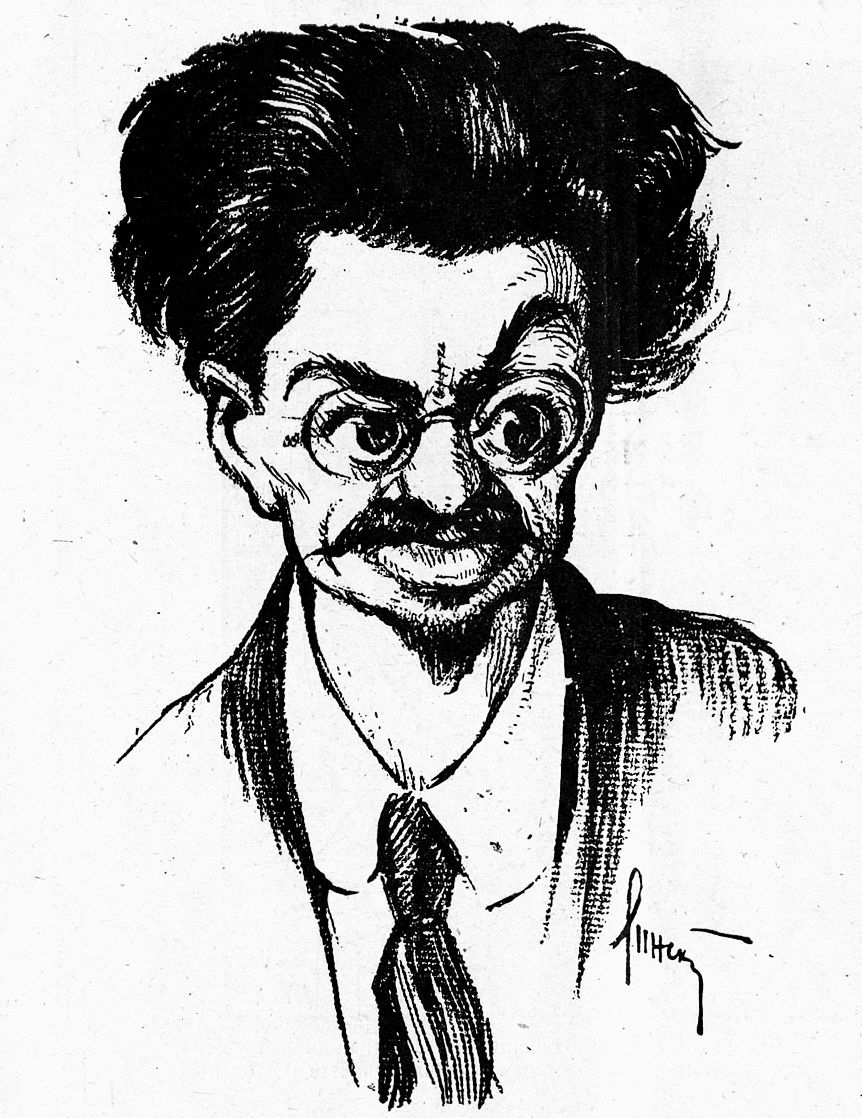
Л. Троцкий

Расстрелян нацистами в Нанте в октябре 1941 года, во время немецкой оккупации Франции, в составе первой сотни заложников, взятых после убийства немецкого фельдкоменданта партизанами. Погребён в общей могиле.
Сведения о гибели М. С. Линского зафиксированы в воспоминаниях Дон-Аминадо:

…Во время оккупации Парижа бывший балетный фигурант и немецкий наймит, по фамилии Жеребков, с удивительной прозорливостью докопался и открыл, что бывший принц де Линь был всего-навсего уроженец города Николаева Шлезингер, на основании чего и по приказу генерала фон Штульпнагеля, в одно прекрасное последнее утро, за крепостными валами Монружа, уже не с лёгкой проседью в подстриженной бородке, а белый как лунь и белый как полотно, Мих. Сем. Линский был расстрелян и зарыт в братской могиле в числе первых ста заложников.

## Наследие и память
Работы М. С. Линского находятся в Одесском художественном музее, в отделе редких изданий и рукописей Одесской научной библиотеки им. М. Горького (более 100 рисунков), частных коллекциях.
В 1998 году шаржи художника были представлены на выставке в Одессе, выпущен каталог выставки с материалами о его жизни и творчестве, в издание включены также рассказы М. С. Линского. В том же году работы эмигрантского периода были опубликованы в сборнике «Сатира и юмор русской эмиграции».
Называя М. С. Линского «классиком одесской карикатуры», исследователи причисляют его к крупным фигурам в истории карикатуры XX века.

## Фильмография
- 1916 — «Чёрный Том» — автор сценария и художник-постановщик
- 1925 — Париж в пять дней (фр. Paris en cinq jours; реж. Пьер Коломбье[фр.] и Николай Римский) — сценарий, совместно с Н. А. Римским[18]
- 1926 — Крестословица (фр. Mot croisés; реж. Пьер Коломбье) — сценарист и сорежиссёр[19][20]
- 1926 — Жим Лопата, король воров[фр.] (реж. Пьер Коломбье, Роже Лион[фр.]) — сценарий[21][20]
- 1927 — Рассыльный от «Максима»[фр.] (реж. Роже Лион) — соавтор сценария[22][20]
- 1928 — Карнавал в Венеции (итал. Il carnevale di Venezia)[20]
- 1929 — Модель с Монпарнаса (нем. Das Modell vom Montparnasse; реж. Вильгельм Тиле) — сценарий[23]
- 1929 — Прощай, Маскотт (фр. Adieu Mascotte; реж. Вильгельм Тиле) — соавтор сценария[24][20]
- 1930 — Забавы императрицы (нем. Spielereien einer Kaiserin; реж. Владимир Стрижевский) — соавтор сценария[25][20]
- 1930 — Белый дьявол; реж. и соавтор сценария Александр Волков) — сценарий[26]
- 1930 — «Тройка» (нем. Trojka; реж. и соавтор сценария Владимир Стрижевский) — сценарий[27][20]
- 1930 — Король Парижа (фр. Le roi de Paris; нем. Der König von Paris; реж. Лео Миттлер[фр.]) — соавтор сценария[28][20]
- 1930 — Жизнь и приключения русской императрицы Екатерины I (фр. La vie et aventuereuse de Catherine I-er de Russie[К 5]; реж. Владимир Стрижевский) — сценарий[29]
- 1939 — Дезертир (реж. Леонид Маги) — сценарий[30]

## Комментарии
1. ↑  В др. источниках фигурирует отчество Соломонович[1].
2. 1 2  В некоторых источниках местом рождения указана Одесса[3].
3. ↑  Выпущено 4 номера.
4. ↑  Выпущено 11 номеров.
5. ↑  Французская звуковая версия немецкого немого фильма[29].

### Справочные издания
- Линский Михаил Семёнович // Российское зарубежье во Франции, 1919—2000 : биогр. слов. : в 3 т. / под общ. ред. Л. Мнухина, М. Авриль, В. Лосской. — М. : Наука : Дом-музей Марины Цветаевой, 2010. — Т. 2 : Л—Р. — С. 61. — 684 с. — 1000 экз. — ISBN 978-5-02-036267-3. — ISBN 978-5-02-036896-5 ; ISBN 978-5-93015-115-2 (т. 2).
- Масанов И. Ф. Линский, Михаил Семёнович // Словарь псевдонимов русских писателей, учёных и общественных деятелей : в 4 т.. — М., 1960. — Т. 4. — С. 282.
- Незабытые могилы : российское зарубежье : некрологи 1917—1997 : в 6 т. / Российская гос. б-ка. Отд. лит. рус. зарубежья ; сост. В. Н. Чуваков ; под ред. Е. В. Макаревич. — М. : Пашков дом, 2004. — Т. 4 : Л—М. — С. 161. — 699 с. — 1000 экз. — ISBN 5-7510-0278-4 (т. 4).
- Товарищество южнорусских художников : Биобиблиографический справочник / сост. О. М. Барковская, В. А. Афанасьев. — Одесса : Одесская национальная научная библиотека им. М. Горького, 2014. — 216 с.
- Янгиров Р. М. Хроника кинематографической жизни русского зарубежья : в 2 т. / Рашит Янгиров ; [предисл., подгот. текста З. М. Зевиной; справочн. аппарат З. М. Зевиной, Т. П. Сухман]. — М. : Книжница : Русский путь, 2010. — Т. 1: 1918—1929. — Т. 2: 1930—1980. — С. по указателю. — 544 + 640 с. — 1000 экз. — ISBN 978-5-85887-385-3.

### Книги
- Вся Одесса в шаржах Линского : Материалы к выст. / М-во культуры и искусств Украины. Одес. гос. науч. б-ка им. М. Горького; сост. кат. Л. В. Арюпина, О. М. Барковская; авт. вступ. ст. О. М. Барковская. — Одесса : ОГНБ им. Горького, 1998. — 44 с.
- Демченко Е. П. Сатирическая пресса Украины 1905—1907 гг. / Евгения Демченко. — Киев: Наук. думка, 1980. — 146 с.
- Сатира и юмор русской эмиграции / сост. С. А. Александров. — М.: АИРО-ХХ, 1998. — 336 с. — ISBN 5-88735-075-X.

### Статьи
- Барковская О. М. Классики одесской карикатуры // Мигдаль Times : журнал. — Одесса, 2003 / 5763. — Вып. Август—сентябрь / Элул, № 38.
- Лободенко Е. МАД, Линский и другие: Русская карикатура во Франции в период между двумя мировыми войнами // Крещатик : журнал. — 2014. — № 3 (65).
- Билык А. Одесская дореволюционная театральная пресса // Художественная культура. — 2009. — № 6 (34). — С. 438—454.
- Божко А. И. Одесские сатирические и юмористические издания второй половины XIX — начала XX века // Дом князя Гагарина : сб. науч. ст. и публ. / Одесский литературный музей. — Одесса: Моряк, 2007. — Вып. 4. — С. 86—104.
- Бубенцова А. В. Сатирические журналы Петрограда за 1917 г. как источники информации о революционных событиях (по материалам фондов Библиотеки российской академии наук) // Общество. Среда. Развитие. — М., 2017. — № 3.

### Мемуарная литература
- Белозерская-Булгакова Л. Е. Воспоминания. — М., 1990. — С. 52.
- Дон-Аминадо. Поезд на третьем пути. — М.: Книга, 1991. — С. 65. — 331 с.
- Дон-Аминадо. Наша маленькая жизнь. — М., 1994. — С. 530—531.
- Амфитеатров-Кадашев В. Страницы из дневника // Минувшее : ист. альм. — М. ; СПб., 1996. — Вып. 20. — С. 467, 606.